# Boljunsko Polje
Boljunsko Polje – wieś w Chorwacji, w żupanii istryjskiej, w gminie Lupoglav. W 2011 roku liczyła 162 mieszkańców.